# Jai Courtney
Jai Stephen Courtney (Sydney, 15 de março de 1986) é um ator australiano conhecido por sua atuação na série Spartacus: Blood and Sand (2010), e por seus papéis nos filmes Jack Reacher (2012), A Good Day to Die Hard (2013), I, Frankenstein (2014), Divergente (2014), Terminator: Genesis (2015) e como Capitão Bumerangue em Esquadrão Suicida (2016).

## Início da vida
Courtney nasceu em Sydney, New South Wales, e cresceu em Cherrybrook, um subúrbio de Sydney. Seu pai, Chris, trabalhava para uma empresa estatal de eletricidade, e sua mãe, Karen, era professora na Galston Escola Pública, onde Courtney e sua irmã mais velha estudaram. Ele frequentou Cherrybrook Tecnologia High School e do Ocidente Australian Academy of Performing Arts.

## Carreira
O primeiro papel de Courtney foi no curta-metragem de 2005, Boys Grammar, também estrelado por Daniel Feuerriegel e Adam J. Yeend. Em 2008, Courtney teve um papel na série australiana Packed to the Rafters, esteve como convidado principal no popular All Saints, na comédia To Hell & Bourke e em vários outros curtas-metragens. Em 2010, ele interpretou Varro em Spartacus: Blood and Sand em 10 episódios, antes de estrelar os filmes Jack Reacher em 2012, com Tom Cruise e em, A Good Day to Die Hard com Bruce Willis como Jack, filho de John McClane.

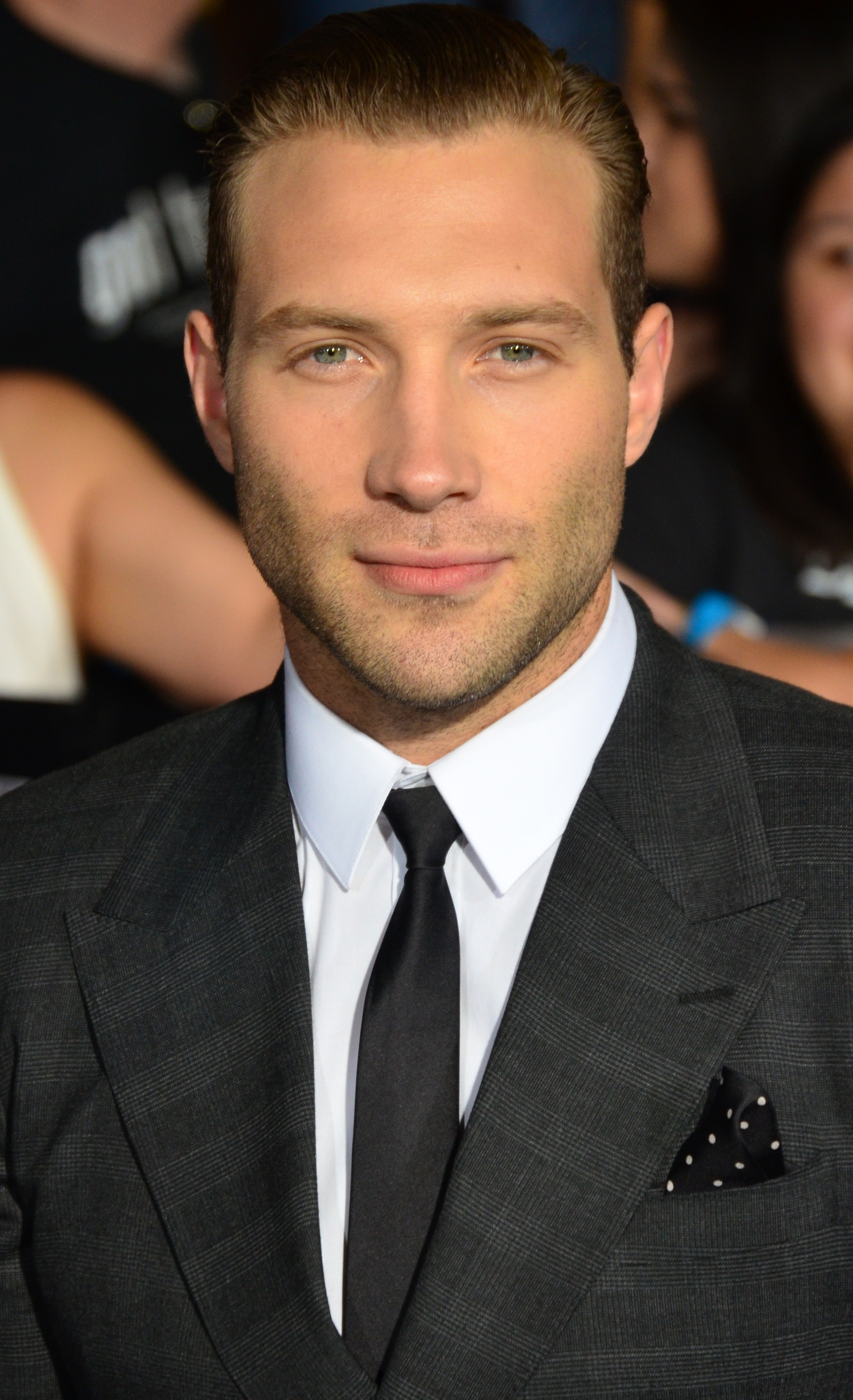
Courtney em 2014

Em 2014, ele apareceu no filme I, Frankenstein como Gideon, liderando exército gárgula e, em Felony como Jim Melic.
Courtney interpretou Eric, um dos líderes da facção Audácia, no filme Divergente (2014). Em fevereiro de 2014, foi anunciado que ele iria interpretar Kyle Reese em Terminator: Genesis Durante as filmagens de Terminator Genisys, Courtney também estava fillmando a série The Divergent Series: Insurgent, a sequencia de Divergent, em que ele reprisou o seu papel. As filmagens de Terminator: Genisys começaram em Abril / Maio de 2014, e o filme foi lançado em 1 de Julho de 2015, enquanto as filmagens de Insurgent, também começaram em maio 2014 com a data de lançamento para 20 de março de 2015.
Os filmes de Courtney em 2014, incluem Unbroken, onde interpretou Hugh "Cup" Cuppernell e The Water Diviner, no qual ele estrelou como o tenente-coronel Cecil Hilton.
Jai Courtney apareceu como backing vocal na canção da banda Pinch Hitter, "All of a Sudden"  no seu álbum de inicio, intitulado  When Friends Die in Accidents.
Em março de 2015, foi confirmado que ele interpretaria o Capitão Bumerangue no novo filme da DC Comics, Esquadrão Suicida, ao lado de Will Smith, Jared Leto e Margot Robbie. As filmagens começaram em abril de 2015 e o seu lançamento aconteceu em Agosto de 2016.

## Filmografia

### Filmes
| Ano  | Título                          | Personagem                           | Notas                                      |
| ---- | ------------------------------- | ------------------------------------ | ------------------------------------------ |
| 2005 | Boys Grammar                    | Alex                                 | Curta-metragem                             |
| 2009 | Stone Bros.                     | Eric                                 |                                            |
| 2012 | Jack Reacher                    | Charlie                              |                                            |
| 2013 | A Good Day to Die Hard          | John "Jack" McClane, Jr.             |                                            |
| 2013 | I, Frankenstein                 | Gideon                               |                                            |
| 2014 | Divergent                       | Eric                                 |                                            |
| 2014 | Felony                          | Jim Melic                            |                                            |
| 2014 | Unbroken                        | Charlton Hugh "Cup" Cupernell        |                                            |
| 2014 | The Water Diviner               | Cyril Hughes                         |                                            |
| 2015 | Terminator: Genesis             | Kyle Reese                           |                                            |
| 2015 | The Divergent Series: Insurgent | Eric                                 |                                            |
| 2015 | Man Down                        | Devin Roberts                        |                                            |
| 2016 | Suicide Squad                   | Digger Harkness / Capitão Bumerangue |                                            |
| 2017 | The Exception                   | Capt. Stefan Brandt                  |                                            |
| 2019 | Storm Boy                       | Hideaway Tom                         |                                            |
| 2019 | Alita: Battle Angel             | Jashugan                             | Não creditado                              |
| 2019 | Semper Fi                       | Chris Callahan                       |                                            |
| 2020 | Birds of Prey                   | Digger Harkness / Capitão Bumerangue | Cameo; procurado em um cartaz na delegacia |
| 2020 | Buffaloed                       | Wizz                                 |                                            |
| 2020 | 100% Wolf                       | Flasheart                            | Voz                                        |
| 2020 | Honest Thief                    | Agente John Nivens                   |                                            |
| 2021 | The Suicide Squad               | Digger Harkness / Capitão Bumerangue |                                            |
| 2021 | Jolt                            | Justin                               |                                            |
| 2022 | Black Site                      |                                      | Filmando                                   |

### Televisão
| Ano       | Título                                  | Personagem      | Notas                                                                                              |
| --------- | --------------------------------------- | --------------- | -------------------------------------------------------------------------------------------------- |
| 2008      | All Saints                              | Harry Avent     | "Little Decisions" (11 ª temporada: episódio 7) "Horses for Courses" (11 ª temporada: episódio 25) |
| 2008–2009 | Packed to the Rafters                   | Damian          | "A Mother's Radar" (1 ª temporada: episódio 14) "Natural Justice" (1 ª temporada: Episódio 15)     |
| 2010      | Spartacus                               | Varro           | Papel recorrente; 10 episódios                                                                     |
| 2017      | Wet Hot American Summe: Ten Years Later | Garth MacArthur | |
| 2020      | Stateless                               | Cam Sandford    | 6 episódios                                                                                        |
| 2022      | Jigsaw                                  | Bob Goodwin     | Filmando                                                                                           |
| 2022      | The Terminal List                       | Steven Horn     | |

## Teatro
| Ano  | Título  | Personagem | Notas                     |
| ---- | ------- | ---------- | ------------------------- |
| 2017 | Macbeth | Macbeth    | Melbourne Theatre Company |